# Cerco de Kanegasaki (1570)
Cerco de Kanegasaki (1570) (金ヶ崎の戦い, Kanegasaki no Tatakai) teve lugar em 1570, durante o confronto de Oda Nobunaga contra o clã Asakura na província de Echizen. Kinoshita Hideyoshi, um dos principais generais de Nobunaga, liderou o ataque contra a fortaleza. Depois da sua queda, o exército de Nobunaga travou uma importante batalha em Anegawa.